# ديميتري تيومكين
ديميتري تيومكين (بالروسية: Дмитрий Зиновьевич Тёмкин)‏ (بالروسية:Тьомкін Дмитро) ولد في (10 مايو 1894 في أوكرانيا - وتوفي في 11 نوفمبر 1979 في لندن) كان ملحن موسيقى أفلام وقائد أوركسترا أوكراني، روسي، أمريكي. كان توامكين إلى جانب ماكس شتاينر وفرانس واكسمان واحدا من المنتجين والملحنين في هوليوود.
حصل تيومكين على 22 ترشيحًا لجائزة الأوسكار وفاز بأربع جوائز أوسكار عن موسيقاه الرائدة.

## حياته
قام ديميتري توامكين بالتدريب في المعهد الموسيقي بسانت بطرسبرغ. هاجر عام 1925 إلى الولايات المتحدة الأمريكية، تزوج من راقصة الباليه ألبيرتينا راش وذهب معها إلى هوليوود أين حصلت على دور في فيلم. في عام 1931 بدأ توامكين بتأليف موسيقى الأفلام التصويرية. عام 1937 أصبح مواطنا أمريكيا.
في عام 1959 نشر سيرته الذاتية تحت عنوان «أرجوك لا تكرهني».
توفي ديميتري توامكين في 11 نوفمبر عام 1979 في لندن.

## وصلات خارجية
- ديميتري تيومكين على موقع IMDb (الإنجليزية)
- ديميتري تيومكين على موقع الموسوعة البريطانية (الإنجليزية)
- ديميتري تيومكين على موقع ألو سيني (الفرنسية)
- ديميتري تيومكين على موقع ميوزك برينز (الإنجليزية)
- ديميتري تيومكين على موقع أول موفي (الإنجليزية)
- ديميتري تيومكين على موقع قاعدة بيانات برودواي على الإنترنت (الإنجليزية)
- ديميتري تيومكين على موقع قاعدة بيانات برودواي على الإنترنت (الإنجليزية)
- ديميتري تيومكين على موقع قاعدة بيانات الأفلام السويدية (السويدية)
- ديميتري تيومكين على موقع إن إن دي بي (الإنجليزية)
- ديميتري تيومكين على موقع أول ميوزيك (الإنجليزية)
- موقع ديميتري توامكين الرسمي